# Шахрук Мирза
Шахрук Мирза  (20. август 1377, Самарканд — 12. март 1447, Херат) је био трећи емир Тимуридског царства од 30. марта 1409. године све до своје смрти. Био је четврти син  емира  Тамерлана  (Тимур-кан  или Тимур Ленк (хроми) ), једног од највећих светских освајача и оснивача династије Тимурида и његове у историји скоро потпуно непознате супруге Дид Шад Аге.
Мирза је целу своју младост провео у походима свог оца по Блиском истоку и био је учесник битке код Ангоре са Турцима Османлијама 28. јула 1402. године. Источни извори помињу јак напад тешке српске коњице против лако оружаних татарских пешака на почетку битке и њихов почетни успех. Преокрет се десио када један део Селџука издаје османског султана Бајазита, што збуњује његову војску. Бајазит је био заробљен и у ропству је и умро, 8. марта 1403. Српске трупе су вршиле три јуриша да га спасу, али узалуд. Српска војска могла је потом да се повуче без тежих губитака и борећи се дошла до босфорске обале. У боју су заробљени сви Бајазитови синови, осим Сулејмана, који је наследио управу над остацима царства. Већина заробљених знаменитих Османлија и османских савезника било је касније ослобођено за скуп откуп .
После очеве смрти 1405. године, на чело Тимуридског царства, пошто је управљао престолницом Самаркандом, долази Шахруков синовац Халил Султан, али Шахрук га не признаје за владара и окупира Хорасан, где узима за престоницу Херат. Тада долази до грађанског рата, који се завршава 30. марта 1409. године, када Мирза осваја Халилову Трансоксијану и са њом и Самарканд, заробивши Халила. Халил је убрзо ослобођен и послат у град Рај да управља њим склопивши притом споразум о предаји власти са Мирзом. Мирза потом пребацује престоницу царства у Херат. Херат ће остати престоница Тимурида све до уништења царства почетком следећег века.
Мирза није наследио царство које се простирало од Средоземља до Индије какво је било у тренутку Тамерланове смрти , већ нешто мању територију. Татари су посебно били потиснути за западу где су синови султана Бајазита, Мухамед, звани Кириџија, и Муса успели да, иза Тамерланове смрти, прилично успоставе поколебану турску власт у Малој Азији.
Што се спољне политике тиче, Мирза је био мирољубив владалац. Једини војни сукоб од преузимања престола имао је са Златном хордом, када је, умешавши се у њихова унутрашња превирања, мурзи Едигију отео Харезм. Развијао је односе са Египтом, Османским царством и Кином династије Минг, када су нормализовани односи с тим земљама. Нарочито је постало живо размењивање посланстава са Кином . Од Мирзиних посланстава у Пекингу дознајемо о присуству глумачких и забављачких трупа  на дворовима  и како почиње соларна година код Кинеза и Ујгура . Амбасадори су често посећивали град Пин-јанг-фу, на Жутој реци . Дипломатски односи су постали живљи и са пријатељском Северном династијом Јуан .
Мирза је био велики мецена уметности. Тада долази до културног буђења Персије. На пример, његов син Улуг Бег, који се бавио астрономијом, основао је 1420. године училиште у Самарканду за математичаре и астрономе, а осам година касније опсерваторију.
Умро је 12. марта 1447. године у Херату стар непуних 70. година. На престолу га наслеђује син Улуг-бег, када долази до нових грађанских ратова и дестабилизације царства.